# لائودایس یکم

لائودیک اول ( یونانی: Λαοδίκη  </link> ; متولد قرن 3 قبل از میلاد، درگذشت قبل از 236 قبل از میلاد) ملکه امپراطوری سلوکی و اولین همسر پادشاه آنتیوخوس دوم تئوس بود.  پادشاه پس از جنگ دوم سوریه لائودیک را طلاق داده و با برنیس ازدواج کرد.
لائودیک دختر آخائوس ، نجیب زاده ثروتمندی بود که در ایونیه املاک داشت. مادرش ناشناس است. خانواده او در آناتولی ارتباطات سیاسی بسیار داشته و قدرتمند بودند .  او یک خواهر به نام آنتیوخیس داشت که مادر آتالوس اول پرگامون است. 
پدرش آخائوس دومین پسر پادشاه سلوکوس اول نیکاتور و همسر اولش آپامه بود.   نام لائودیک حاکی از ارتباط قوی سلوکی است،  زیرا همنام مادربزرگ پدری است . همچنین لائودیک نام دختر شاه پریام در حماسه ترواست.
تاریخ تولد او ناشناخته است،  و اطلاعات کمی در مورد اوایل زندگی او وجود دارد. لائودیس اول با پسر عموی خود آنتیوخوس دوم تئوس قبل از 266 پیش از میلاد و به عنوان اولین همسرش ازدواج کرد.  آنتیوخوس دوم در این هنگام و پس از اعدام برادر بزرگترش سلوکوس به تازگی وارث آنتیوخوس اول سوتر شده بود. 
هنگامی که عموی او آنتیوخوس اول سوتر در سال 261 قبل از میلاد درگذشت، آنتیوخوس دوم جانشین پدر و شاه ایران سلوکی شد. لائودیس از طریق ازدواجش ملکه رسمی سلوکی شد. اطلاعات کمی در مورد رابطه او با آنتیوخوس دوم وجود دارد. لائودیس اول از شوهرش دو پسر به دنیا آورد: سلوکوس دوم کالینیکوس و آنتیوخوس هیراکس ، و سه دختر: آپاما، استراتونیس کاپادوکیه که بعدا همسر حاکم ایرانی آریاراتس سوم شد و لائودیس که بعدا با مهرداد دوم پونتوس ازدواج کرد . 
در سال 252 قبل از میلاد پس از جنگ دوم سوریه ، آنتیوخوس دوم پس از هفت سال جنگ مجبور شد با فرعون مغدونی مصر ، بطلمیوس دوم فیلادلفوس صلح کند. آنتیوخوس همسر اولش لائودیک را طلاق رسمی داده و با دختر بطلمیوس دوم، برنیک ازدواج رسمی کرده و او را ملکه سلوکیان کرد . اینگونه هر فرزندی که از پیوند آنها متولد شود، تاج و تخت سلوکی را به ارث خواهد برد. 
اگرچه لائودیس دیگر ملکه نبود، اما همچنان بسیار قدرتمند و دارای نفوذ سیاسی بود. در توافق طلاق، آنتیوخوس به لائودیس املاک و زمین های مختلفی در سراسر آناتولی داد که از طریق کتیبه ها شناخته شده است.  لائودیس اول دارای املاک بزرگی در هلسپونت،  املاک دیگر در نزدیکی سیزیکوس،  ایلیون و در کاریا بود.  در یک پرونده سلطنتی در سارد عنوان زمین های او به عنوان زمین های سلطنتی در اختیار یا نگهداری برای فروش ذکر شده. 
در یک بند در توافق طلاق، لائودیس اجازه داشت زمینی را بفروشد یا اهدا کند و تصمیم بگیرد که کدام منطقه به کدام ارباب محلی برسد ، در غیر این حالت هم خودش شخصا می تواند به اراضی رسیدگی .  آنتیوخوس به او مهلت داد تا مسائل مربوط به زمین های خود را حل و فصل کرده و تصمیم بگیرد که آیا زمین را حفظ کند یا بفروشد .  همچنین احتمالا به او درآمد فارغ از مالیات دو برداشت محصول داده شده.  هر زمان که لائودیس قادر به پرداخت مبلغش می بود، زمینی که قصد خرید آن را داشت می‌توانست بخشی از زمین سلطنتی باشد (با آنکه وی دیگر ملکه نبود) و آن زمین نمی توانست به عنوان بخشی از اراضی شهری تلقی شود. تنها کسی که می‌توانست دستور تخصیص مجدد یا تنظیم مجدد زمین‌ها را بدهد، پادشاه بود. 
در طول ازدواج آنتیوخوس دوم با برنیک ، آنها صاحب پسری به نام آنتیوخوس شدند. در این هنگام لائودیس در افه سوس زندگی می کرد.  در 28 ژانویه 246 قبل از میلاد، بطلمیوس دوم فیلادلفوس درگذشت،  و بطلمیوس سوم اورگیت جانشین او شد. پس از مرگ شاه قدرتمند مصر ، شاه سلوکی خانواده دوم خود را در پایتخت انطاکیه ترک کرده و به نزد همسر اولش لائودیک بازگشت.   مصادف با همین ایام ، شورش ارشک یکم علیه سلوکیان آغاز شده بود ، اما از دید سلوکیان این صرفا یک نا آرامی مرزی بود.
در ژوئیه 246 قبل از میلاد، چند ماه پس از بازگشتن نزد ملکه سابق ، آنتیوخوس دوم به شکل ناگهانی درگذشت. برخی می گویند که او توسط لائودیس مسموم شد، اما این موضوع قابل رد یا تایید نیست. پس از مرگ ناگهانی وی وضعیت نا مشخصی برای سلسله سلوکی پیش آمد. از طرفی شاهزاده وارث در پایتخت بود ولی هنوز کودکی خردسال بود. از طرف دیگر شاهزاده سابق سلوکوس دوم کالینیکوس که سابقا شاهزاده بود می توانست به عنوان پسر ارشد ادعا کند.  لائودیس، چه برای انتقام یا برای جلوگیری از خلع شدن پسرانش از قدرتس سیاسی با اقدامی پیش دستانه، برنیک و پسرش را در اواخر تابستان 246 قبل از میلاد به قتل رساند.  سلوکوس دوم به عنوان پادشاه جانشین پدرش شد و برادرش آنتیوخوس هیراکس به عنوان هم فرمانروای ساردیس نامگذاری شد. آنها با لائودیس در افسس زندگی می کردند. 
برادر برنیک ، ملکه دوم و کشته شده ، بطلمیوس سوم هنگامی که خبر محاصره خواهرش در پایتخت سلوکی را شنید به سرعت خود را آماده کمک کرد، اما هنگامی که هنوز در راه بود خواهرش کشته شد. این قتل موجی از خشم در بین شهرهای سلوکی پدید آورد و در زمینه ای آماده بطلمیوس سوم بر سلوکیان تاخت و جنگ های سوم سوری آغاز شد که به «جنگ لائودیسه» یا «جنگ لائودیسه» نیز معروف بود.  در طول جنگ، زمانی که سلوکوس در حال مبارزه با بطلمیوس بود، لائودیس در امور سیاسی آناتولی مستقیما دخالت می کرد و این به نارضایتی بعضی مقامات منجر شده بود. وی نهایتا از شورش پسر دومش علیه پسر اول حمایت کرد. این اقدام شرایط سختی را برای شاه جوان سلوکی ایجاد کرد که در زمینه این ضعف نه تنها پارت ها در سرحدات شمال شرقی ایران پادگاه های سلوکی را شکست دادند، بلکه دیدودوتوس اول ساتراپ کهن سال باختر نیز از سلوکیان جدا شده و پادشاهی یونانی باختر را بنیان گذاشت . سلوکوس دوم نهایتا با از دست دادن دمشق و بخش بزرگی از سوریه تن به صلح با فرعون مغدونی مصر داد، اما جنگ داخلی با برادرش آنتیوخوس هایراکس ادامه یافت. سلوکوس دوم در 239 پیش از میلاد در نبرد آنکارا از برادرش شکست خورد و جنگ داخلی تا 228 پیش از میلاد به مدت مجموعا شانزده سال ادامه پیدا کرد.  پادشاهی پارتیان در ایام همین آشوب داخلی سلوکیان قدرت گرفته و علاوه بر فتح هیرکانی و شهر هیکاتومپیلوس ، بنیان خود را مستحکم نمونده و ریشه دار شدند. هرچند برخی منابع ادعا می کنند که بطلمیوس سوم موفق به کشتن لائودیک شده، اما اطلاعات از نحوه مرگ وی دقیقا مشخص نیست.
1. 1 2 3 4  «Laodice I article at Livius.org». بایگانی‌شده از اصلی در ۲۷ اكتبر ۲۰۱۶. دریافت‌شده در ۱۳ سپتامبر ۲۰۲۴. تاریخ وارد شده در |archive-date= را بررسی کنید (کمک)
2. ↑  Grainger, A Seleukid prosopography and gazetteer p.8
3. ↑  Smith, A Dictionary of Greek and Roman Biography and Mythology, Volume 2 p.718
4. ↑  «Seleucid genealogy». بایگانی‌شده از اصلی در ۲۴ مارس ۲۰۱۲. دریافت‌شده در ۱۳ سپتامبر ۲۰۲۴.
5. ↑  «Seleucus I Nicator article at Livius.org». بایگانی‌شده از اصلی در ۴ فوریه ۲۰۱۶. دریافت‌شده در ۱۳ سپتامبر ۲۰۲۴.
6. ↑  Billows, Kings and colonists: aspects of Macedonian imperialism p.97
7. 1 2  Seleukid Genealogies and Biographies - Antiochos II بایگانی‌شده  در ۲۱ ژوئیه ۲۰۱۱ توسط Wayback Machine
8. 1 2 3 4 5 6  Grainger, A Seleukid prosopography and gazetteer p.47
9. ↑  «Biographical information on Antiochus II Theos». بایگانی‌شده از اصلی در ۲۲ سپتامبر ۲۰۱۶. دریافت‌شده در ۱۳ سپتامبر ۲۰۲۴.
10. 1 2 3  Bromiley, International Standard Bible Encyclopedia: A-D p.144
11. ↑  Billows, Kings and colonists: aspects of Macedonian imperialism p.126
12. ↑  Billows, Kings and colonists: aspects of Macedonian imperialism p.p.114-5
13. ↑  Aperghis, The Seleukid royal economy: the finances and financial administration of the Seleukid empire p.102
14. 1 2 3  Aperghis,The Seleukid royal economy: the finances and financial administration of the Seleukid empire p.103
15. ↑  186 House of Seleucus , Edwyn Robert Bevan , Page
16. ↑  Justin , Philipic Histories , Book 40 , Section 1-5
17. ↑  appian , syrian wars , 63

- مقاله Laodice I در Livius.org
- مقاله Antiochus II Theos در Livius.org
- مقاله Seleucus I Nicator در Livius.org
- سلوکیان تبارشناسی و شرح حال - آنتیوخوس دوم
- نسب شناسی سلوکیان
- RA Billows, Kings and Colonists: Aspects of Macedonia Imperialism, Brill, 1995
- GW Bromiley، دایره المعارف استاندارد بین المللی کتاب مقدس : AD، Wm. B. Eerdmans Publishing، 1995
- جی دی گرینگر، پروسوپوگرافی و روزنامه سلوکی ، بریل، 1997
- GG Aperghis، اقتصاد سلطنتی سلوکی: امور مالی و مدیریت مالی امپراتوری سلوکیان ، انتشارات دانشگاه کمبریج، 2004
- A. Coșkun، "Laodike I, Berenike Phernophoros, Dynastic Murders, and The Inrupt of the Third Sury War (253-246 قبل از میلاد)" در: زنان سلطنتی سلوکی: ایجاد، بازنمایی و تحریف ملکه هلنیستی در امپراتوری سلوکی ، ویرایش . توسط A.Coșkun و A. McAuley, Steiner, 2016, 107-134